# Sekundærrute 517
De Sekundærrute 517 is een secundaire weg in Denemarken. De weg loopt van Ørum via Lindum en Sønder Onsild Stationsby naar Sønder Onsild. De Sekundærrute 517 loopt door Noord en Midden-Jutland en is ongeveer 19 kilometer lang.